# Пусткі (Вармінсько-Мазурське воєводство)
Пусткі (пол. Pustki) — село в Польщі, у гміні Нове-Място-Любавське Новомейського повіту Вармінсько-Мазурського воєводства.
Населення — 145 осіб (2011).
У 1975-1998 роках село належало до Торунського воєводства.

## Демографія
Демографічна структура станом на 31 березня 2011 року:
|          | Загалом | Допрацездатний вік | Працездатний вік | Постпрацездатний вік |
| -------- | ------- | ------------------ | ---------------- | -------------------- |
| Чоловіки | 75      | 13                 | 48               | 14                   |
| Жінки    | 70      | 21                 | 28               | 21                   |
| Разом    | 145     | 34                 | 76               | 35                   |